# Katolsk historisk förening i Sverige
Katolsk historisk förening i Sverige (KHF) är ett sällskap för studier och bevarande av svensk, katolsk historia.
Föreningen grundades 1993 av rådman Barbro Lindqvist. Avsikten var att försöka rädda och samla arkivalier och museiföremål ur den svenska, katolska historien, samt även sprida kunskap om denna. Efter ett upprop fick man genast en stor medlemskrets över hela Sverige. 
Föreningen utger tidskriften Arv och Minne och en skriftserie samt har en mycket aktiv föredragsverksamhet i bland annat Stockholm, Uppsala, Lund och Göteborg. Sedan flera år arbetar man även på att bygga upp ett katolskt museum. Föreningen har inte status som katolsk förening, utan upptar medlemmar som intresserar sig för den svenska, katolska historien oavsett konfession.
Ordförande är 2022 Lars Hallberg, arkivarien vid Riksarkivet (Sverige).

## KHF:s Skriftserie (ISSN 1402-8514)
- Piltz, Anders och Rooth, Lars: "När enheten gick förlorad: två bidrag till bilden av reformationen i Sverige" (1997)
- Olson, Erland och Lindqvist, Barbro "Fredrik Muckenhirn: katolsk präst och luthersk kyrkoherde" (1999)
- Werner, Yvonne Maria: "Kvinnligt klosterliv i Sverige och Norden: en motkultur i det moderna samhället" (2005)
- Östergren, Stefan: "Sigismund: en biografi över den svensk-polske monarken" (2005)
- Sellmann, Doris: "Tänk kära föräldrar: en svensk tonårsflickas brev från klosterskolan i Tyskland 1887-1889 / urval och kommentarer av Anna Dunér" (2007)
- Hornung, Peter: "Du skaffade rum för mina steg: en jesuit berättar / Peter Hornung ; med inledning av Klaus P. Dietz och efterord av Gunnel Vallquist" (2007)
- Hallberg, Lars: "Birgittaföreningen: 100 år i den katolska litteraturens tjänst 1907-2007" (2007)
- Gunnel Becker & Kjell Blückert (redaktörer): "Drottning Josefina av Sverige och Norge" (2007)
- Lindqvist, Barbro: "Stölden av Birgittas skalle och andra katolska äventyr i 1600-talets Sverige" (2011)
- Hallberg, Lars: "Främlingar i förskingringen - katolska levnadsöden i arkivens spegel" (2012)
- Lindqvist, Barbro: "En drottnings bikt och andra berättelser om katolskt liv i 1800-talets Sverige" (2014)
- Åmell, Katrin OP: "Systrar i kyrkan. Historien om en grupp dominikansystrar i Sverige 1931-2017 (2017)
- Liljequist, Karin: Kastanjer och rökelse. S:t Eriks katoslka skola - historia och minnen (2020)
- Schatz, Klaus SJ: Jesuiternas historia i Sverige 1879-2001 (2024)